# Pantaleón y las visitadoras (película de 1999)
Pantaleón y las visitadoras es una película peruana realizada en el año 1999, y basada en el libro homónimo, escrito por Mario Vargas Llosa. Fue dirigida por Francisco Lombardi, y entre sus protagonistas destacan la colombiana Angie Cepeda y el peruano Salvador del Solar. Obtuvo el premio del público en el Cuarto Encuentro Latinoamericano de Cine.

## Sinopsis
Pantaleón Pantoja, un capitán del ejército peruano es elegido para realizar la misión secreta de organizar y administrar un servicio de visitadoras (prostitutas), que deben de atender a las tropas peruanas apostadas en el río Amazonas.

## Reparto
| Personaje                     | Interpretado por   |
| ----------------------------- | ------------------ |
| Pantaleón Pantoja             | Salvador del Solar |
| "Pochita"                     | Mónica Sánchez     |
| Olga "La Colombiana" Arellano | Angie Cepeda       |
| "Chuchupe"                    | Pilar Bardem       |
| General Collazos              | Gianfranco Brero   |
| "El Sinchi"                   | Aristóteles Picho  |
| Luisa "La Pechuga" Cánepa     | Tatiana Astengo    |
| Coronel López                 | Gustavo Bueno      |
| "Chupito"                     | Pold Gastello      |
| Padre Beltrán                 | Carlos Kaniowsky   |
| Vanessa                       | Norka Ramírez      |
| Teniente Bacacorzo            | Sergio Galliani    |
| General Scavino               | Carlos Tuccio      |
| Salomé                        | Maricielo Effio    |
| "Peludita"                    | Tula Rodríguez     |

## Premios y nominaciones
| Año  | Lugar                                          | País           | Categoría                                          | Resultado       |
| ---- | ---------------------------------------------- | -------------- | -------------------------------------------------- | --------------- |
| 2000 | Festival de Cine de Gramado                    | Brasil         | Premio del Jurado                                  | Ganador         |
| 2000 | Festival de Cine de Gramado                    | Brasil         | Mejor Director (Francisco J. Lombardi)             | Ganador         |
| 2000 | Festival de Cine de Gramado                    | Brasil         | Mejor Actor (Salvador del Solar)                   | Ganador         |
| 2000 | Festival de Cine de Gramado                    | Brasil         | Mejor Guion (Enrique Moncloa y Giovanna Pollarolo) | Ganador         |
| 2000 | Festival de Cine de Gramado                    | Brasil         | Mejor Montaje (Danielle Fillios)                   | Ganadora        |
| 2000 | Festival de Cine de Gramado                    | Brasil         | Kikito de Oro a la Mejor Película                  | Nominada        |
| 2000 | Festival de Cine de Gramado                    | Brasil         | Jurado de Crítica                                  | Ganador         |
| 2000 | Festival Internacional de Cine de Troia        | Portugal       | Mejor Actor (Salvador del Solar)                   | Ganador         |
| 2000 | Festival Internacional de Cine de Viña del Mar | Chile          | Premio del público                                 | Nominada        |
| 2000 | Festival Internacional de Cine de Berlín       | Alemania       | Sección Panorama                                   | Preseleccionada |
| 2000 | Festival de Cine de Lima                       | Perú           | Premio Spondilus a la Mejor Película               | Ganador         |
| 2000 | Premios Oscar                                  | Estados Unidos | Mejor Película Extranjera                          | Preseleccionada |
| 2001 | Festival Internacional de Cine de Miami        | Estados Unidos | ---                                                | Preseleccionada |

## Recepción
En su día de estrenó casi 20 mil personas vieron la película, la mayor alcanzada de ese entonces que fue superada por la secuela de Mañana te cuento. Para la primera semana alcanzó las 120 mil entradas.
En 2001 la película fue publicada en los cines de Hollywood, con subtítulos en inglés.